# Beghardi a bekyně

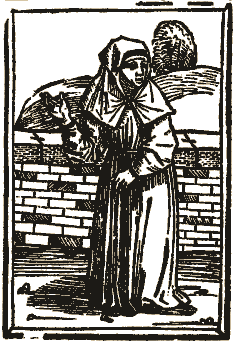
Bekyně, rytina z Tance smrti, Lübeck, 1489

Beghardi (ženská forma bekyně) je hnutí v katolické církvi vzniklé ve 13. století a rozšířené především na území dnešní Belgie a Nizozemí, jehož členky a členové neskládají řeholní sliby, ale žijí způsobem života podobným řeholníkům. Budovy konventů bekyň se nazývají bekináže. 

## Historie
Beghardi byli ovlivněni francouzským albigenstvím a německými Bratry svobodného ducha. Hnutí beghardů a bekyň bylo na vrcholu ve 14. století, poté začalo rychle slábnout a v 17. století již bylo okrajové. Jednotlivci se k beghardské tradici ovšem hlásí dodnes.